# 이민지 (역도 선수)
이민지(1999년 6월 25일~)는 대한민국의 역도 선수이다. 2021년 세계 역도 선수권 대회 여자 76kg에서 금메달을 획득했다.